# تولى فريدمان
تولى فريدمان (بالإنجليزية: Tully Friedman)‏ هو شخصية أعمال أمريكي، ولد في يناير 1942.

## وصلات خارجية
- تولى فريدمان على موقع إن إن دي بي (الإنجليزية)